# Short track ai II Giochi olimpici giovanili invernali
Le gare di short track dei II Giochi olimpici giovanili invernali si sono svolte al palazzetto del ghiaccio di Gjøvik, in Norvegia, dal 14 al 20 febbraio 2016. In programma 5 eventi.

## Podi

### Ragazzi
| Evento | Oro             | Tempo    | Argento          | Tempo    | Bronzo      | Tempo    |
| 500 m  | Hong Kyung-hwan | 41"885   | Kazuki Yoshinaga | 41"969   | Ma Wei      | 42"129   |
| 1000 m | Hwang Dae-heon  | 1'28"022 | Ma Wei           | 1'28"082 | Liu Shaoang | 1'28"187 |

### Ragazze
| Evento | Oro        | Tempo    | Argento         | Tempo    | Bronzo           | Tempo    |
| 500 m  | Zang Yize  | 46"648   | Petra Jászapáti | -        | Katrin Manoilova | 46"337   |
| 1000 m | Kim Ji-yoo | 1'34"041 | Lee Suyoun      | 1'34"118 | Anna Seidel      | 1'34"323 |

### Misti
| Evento          | Oro                                                             | Tempo    | Argento                                                              | Tempo    | Bronzo                                                                   | Tempo    |
| Staffetta mista | Squadra 2 Ane By Farstad Kim Ji-yoo Stijn Desmet Quentin Fercoq | 4'14"413 | Squadra 3 Petra Jászapáti Julia Moore Tjerk De Boer Kiichi Shigehiro | 4'14"495 | Squadra 6 Katrin Manoilova Anita Nagay Karlis Kruzbergs Kazuki Yoshinaga | 4'17"181 |